# Carpobrotus
Carpobrotus N.E.Br., 1925 (do grego carpos, fruto, e brotus, comestível) é um género de plantas carnudas e com grandes flores da família Aizoaceae, ao qual pertence, entre outras espécies, o chorão-das-praias. O género é originário do sul da África, encontrando-se naturalizado na bacia do Mediterrâneo, na Califórnia, na Austrália e em outras regiões costeiras de clima temperado. Em muitas das regiões de expansão, várias espécies de Carpobrotus tornaram-se plantas invasoras depois de terem sido utilizadas como ornamentais e para fixação de dunas e taludes.

## Descrição
As espécies incluídas no género Carpobrotus são plantas perenes, carnudas, sem papilas cristalinas. São geralmente caméfitos de ramos prostrados, que quando envelhecem ficam lenhosos e desnudados ou apenas recobertos por restos de folhas secas.
Folhas opostas, sésseis, semi-amplexicaules ligeiramente aderentes na base, de secção triangular.
Flores grandes, solitárias, terminais, com pedúnculo comprimido, bracteolado. Tépalas (4)5. Estaminódios petaloides numerosos, livres, em 3-4 verticilos, brancos, amarelados ou purpúreos. Estames numerosos, primeiro erectos, depois convergentes em direcção aos estigmas; filamentos hialino-barbados na parte inferior ou apenas na base. Ovário ínfero, de (6)10-16 carpelos; placentação parietal ou por vezes parietal e axilar; estigmas sésseis, dispostos radialmente, subulados, plumosos. Fruto indeiscente, carnudo ou pulposo, com (6)10-16 lóculos, frequentemente comestível. Sementes obovoides, algo comprimidas, com funículo patente, imersas num tecido mucilaginoso.
O género Carpobrotus inclui 12-20 espécies aceites como válidas. A maioria é originária do Sul da África, mas são conhecidas pelo menos 4 espécies originárias da Austrália e uma da América do Sul.
Várias espécies de Carpobrotus são invasoras nas regiões onde foram introduzidas e existem climas adequados aos seus requisitos ecológicos. Os danos que estas plantas causam quando fugidas de cultura são variáveis em função dos ecossistemas afectados, e têm sido objecto de controvérsia, especialmente quando comparados com os benefícios resultantes do seu uso como barreira contra fogos florestais no revestimento de aceiros e fonte de alimento para a vida selvagem.
O fruto de várias espécies de Carpobrotus é comido por diversas espécies de mamíferos e de aves, as quais dispersam as sementes através das fezes. Este mecanismo, a par da facilidade de enraizamento dos caules e folhas, permite uma rápida dispersão, contribuindo para o carácter invasor da espécie.
O género foi descrito por Nicholas Edward Brown  e publicado em The Gardeners' Chronicle, ser. 3, 78: 433. 1925. A espécie tipo é Carpobrotus edulis (L.) N.E. Br. A etimologia do nome genérico assenta no facto dos frutos da espécie tipo serem comestíveis, vindo do grego karpos (fruta) e brota (comestível).

## Usos
Carpobrotus acinaciformis é frequentemente utilizado como planta de cobertura do solo devido ao rápido crescimento, hábito denso e resistância ao fogo. Carpobrotus é também resistente à secura do solo e do ar, ao vento, à ressalga e à salinização.
C. glaucescens é notável pelo paladar salgado do seu fruto, uma característica rara em frutos.
O suco das folhas de Carpobrotus pode ser usado como um adstringente moderado. Aplicado sobre a pele é um popular remédio de emergência para minorar os feitos do contacto com águas-vivas e outros organismos marinhos urticantes. Diluído em água pode ser usado para tratar diarreia e dores de barriga. POde também ser usado como gargarejo para inflamação da garganta, laringite e infecções bacterianas ligeiras da cavidade bucal. As folhas maceradas podem também ser usadas externamente, como unguento, à semelhança de aloe vera, para arranhões, mordedelas de mosquito  e queimaduras solares e para aliviar afecções cutâneas diversas. Foi considerado como um remédio para alívio da tuberculose, misturado com mel e azeite. O fruto é utilizado como laxativo.

## Espécies
Ao género Carpobrotus pertencem, as seguintes espécies (foram excluídos os sinónimos taxonómicos; algumas espécies têm estatuto incerto):
- Carpobrotus acinaciformis  (L.) L.Bolus  (chorão-vermelho)
- Carpobrotus aequilaterus  (Haw.) N.E.Br.
- Carpobrotus chilensis  (Molina) N.E.Br.
- Carpobrotus deliciosus  (L.Bolus) L.Bolus  (fruto comestível)
- Carpobrotus dimidiatus  (Haw.) L.Bolus
- Carpobrotus edulis  (L.) N.E.Br.  (fruto comestível; chorão-das-praias)
- Carpobrotus glaucescens  (Haw.) Schwantes
- Carpobrotus mellei  (L.Bolus) L.Bolus
- Carpobrotus modestus  S.T.Blake
- Carpobrotus muirii  (L.Bolus) L.Bolus  (fruto seco comestível)
- Carpobrotus praecox  (F.Muell.) G.D.Rowley estatuto específico indeterminado
- Carpobrotus pulleinei  J.M.Black estatuto específico indeterminado
- Carpobrotus quadrifidus  L.Bolus
- Carpobrotus rossii  (Haw.) Schwantes
- Carpobrotus virescens  (Haw.) Schwantes

## Galeria

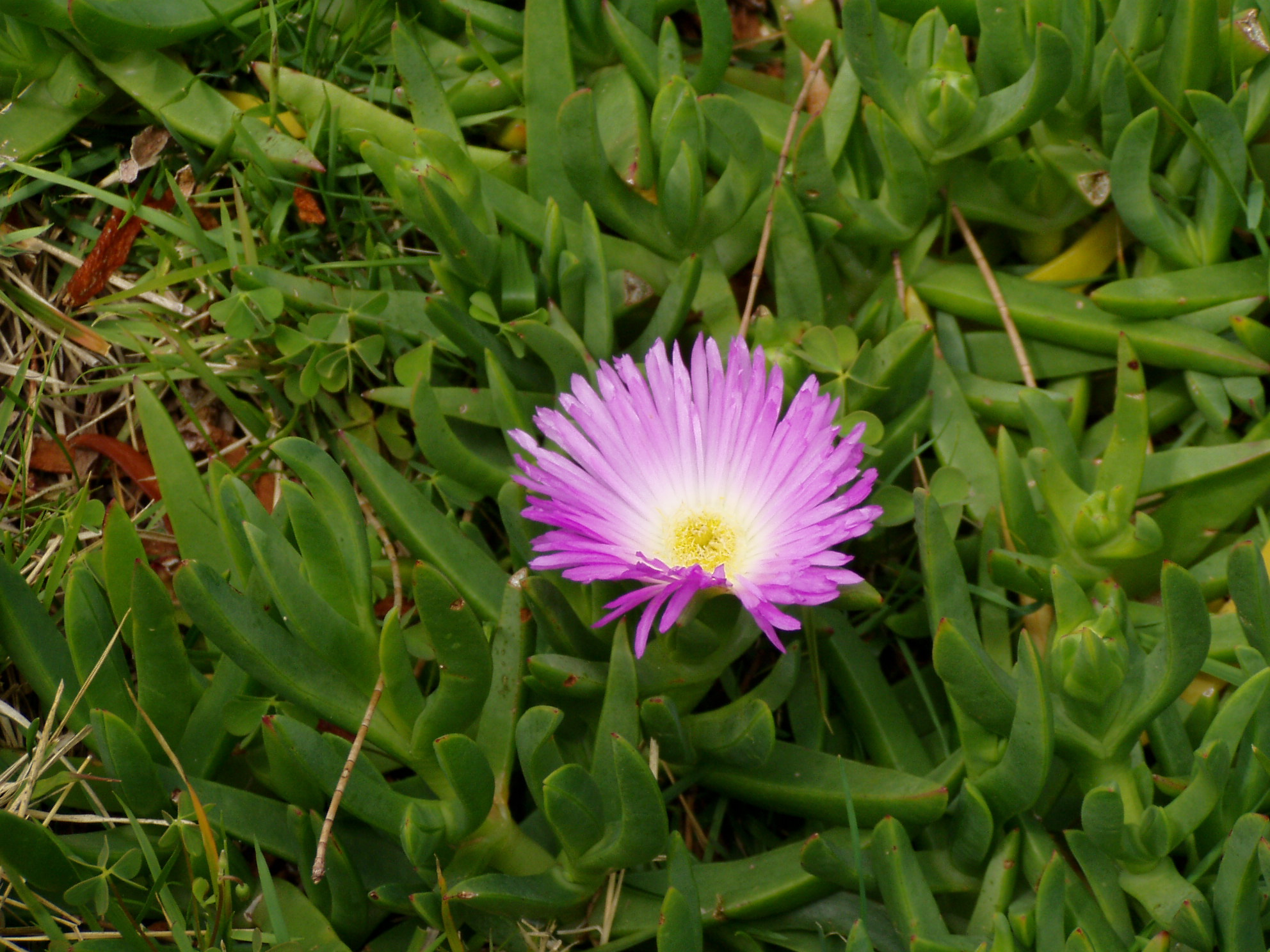
Carpobrotus glaucescens
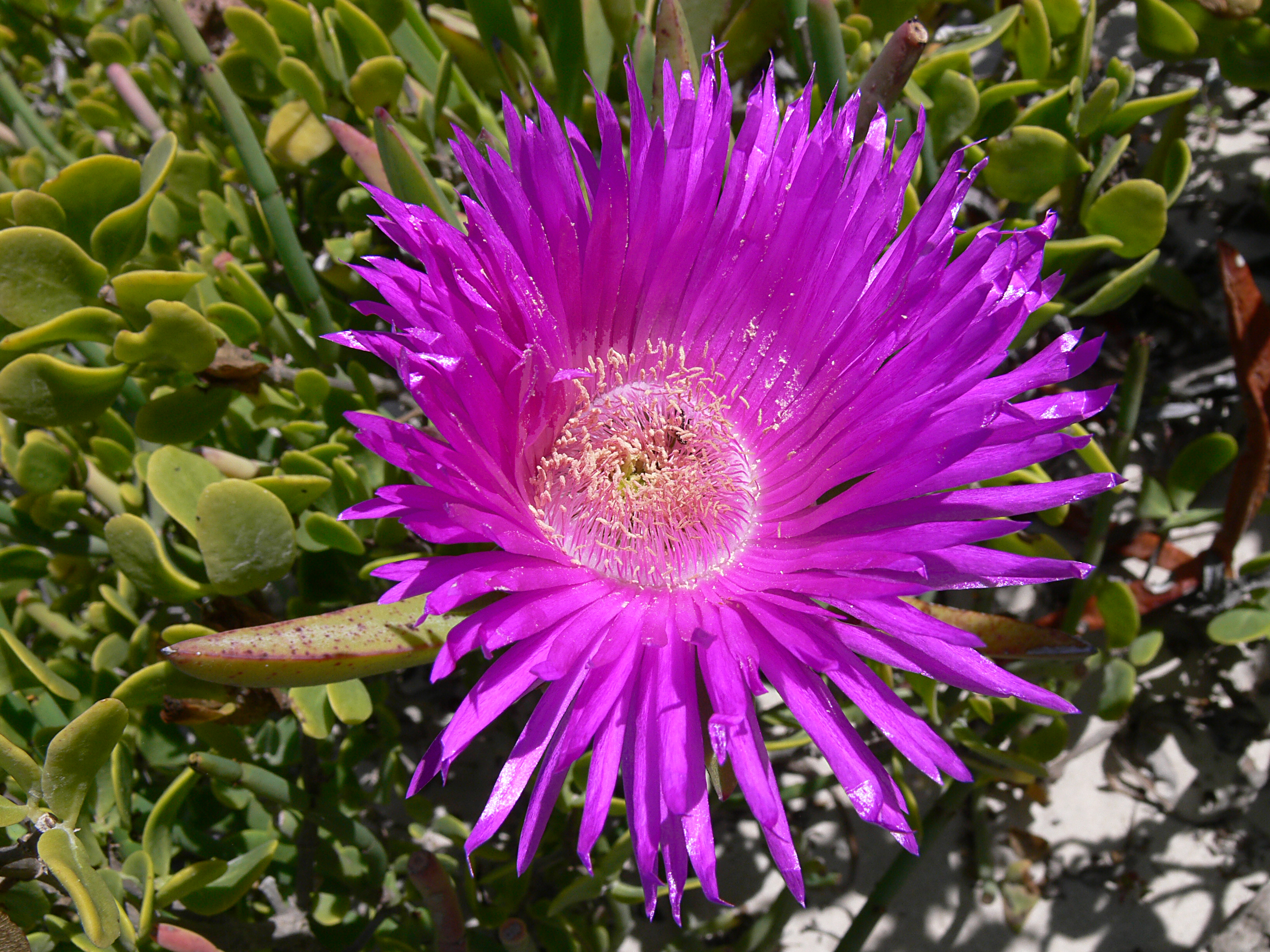
Carpobrotus acinaciformis (L.) L. Bolus
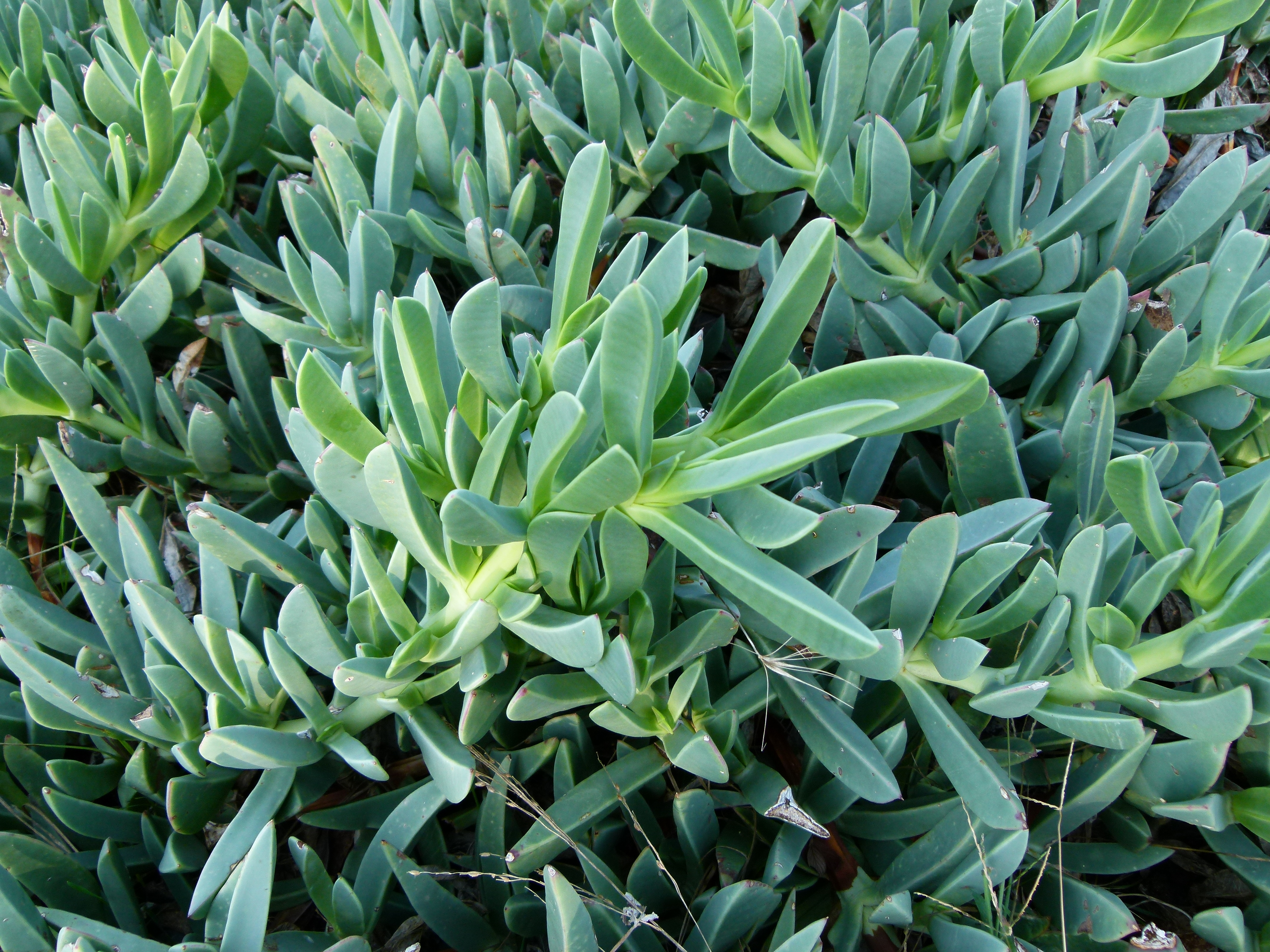
Carpobrotus quadrifidus